# Oklahoma (album)
Oklahoma è il quattordicesimo album in studio del musicista americano Keb' Mo' ed è stato pubblicato il 14 giugno 2019 dall'etichetta Concord Records. L'album comprendeva i contributi degli ospiti Rosanne Cash, Jaci Velasquez, Robert Randolph, Taj Mahal e un duetto con Robbie Brooks Moore (sua moglie). L'album ha prodotto anche due singoli: Put a Woman in Charge pubblicato il 28 settembre 2018 e Don't Throw it Away pubblicato il 12 giugno 2019.
Il singolo principale dell'album era Put a Woman in Charge con Rosanne Cash ed è stato rilasciato il 28 settembre 2018. L'11 ottobre 2018 è stato pubblicato un video musicale per la canzone. Il secondo singolo, Don't Throw it Away, con Taj Mahal, è stato pubblicato il 12 giugno 2019. Ha collaborato con la Plastic Pollution Coalition per pubblicare un video musicale per la canzone. Il 14 giugno 2019 Mo ha pubblicato la canzone Oklahoma come singolo promozionale, oltre a un video con i testi per accompagnarla.
"I Remember You" ha raggiunto la posizione 7 nella classifica delle canzoni Blues Digital, e la numero 19 nella classifica di fine anno and #19 on the year-end chart..
Oklahoma ha vinto il Grammy Award per il miglior album americano al 62esimo Grammy Awards, il suo primo Grammy nella categoria American Roots e la sua quinta vittoria assoluta.

## Tracce
1. I Remember You – 4:13
2. Oklahoma – 3:59
3. Put a Woman in Charge (featuring Rosanne Cash) – 4:06
4. This Is My Home – 4:54
5. Don't Throw It Away (featuring Taj Mahal) – 2:58
6. The Way I – 3:22
7. Ridinʼ on a Train – 3:00
8. I Shouldʼve – 3:54
9. Cold Outside – 4:59
10. Beautiful Music (featuring Robbie Brooks Moore) – 3:35